# Dürrenhorn
Das Dürrenhorn (auch Dirruhorn) ist ein 4035 m hoher Gipfel der Mischabelgruppe in den Walliser Alpen in der Schweiz. Es bildet zusammen mit dem Kleinen Dürrenhorn (Chli Dirruhorn, 3890 m) den Endpunkt des bekannten Nadelgrats, allerdings nur in seiner klassischen Variante.
Die Erstbesteigung fand am 7. September 1879 durch Albert Mummery und William Penhall mit den Führern Alexander Burgener und Ferdinand Imseng über den Nordgrat statt.